# La Colonie (X-Files)
La Colonie (Colony et End Game) est un double épisode constituant les 16e et 17e épisodes de la saison 2 de la série télévisée X-Files. Dans cet épisode, qui fait partie de l'arc mythologique de la série, Mulder et Scully traquent un assassin extraterrestre métamorphe qui tue des clones.
L'épisode a obtenu des critiques globalement favorables.

## Résumé

### Première partie
Dans la mer de Beaufort, l'équipage d'un bateau assiste au crash d'un engin volant et repêche un homme. Deux jours plus tard, l'inconnu assassine un médecin en lui plantant un stylet dans la nuque. Mulder et Scully reçoivent les notices nécrologiques de ce médecin ainsi que de deux autres docteurs qui sont ses sosies. Ils localisent un quatrième docteur au physique similaire mais l'agent du FBI envoyé sur place est éliminé par le tueur, qui est invulnérable aux balles et avait déjà assassiné sa cible. Le tueur prend ensuite l'apparence de l'agent du FBI pour leurrer Mulder et Scully lorsque ceux-ci arrivent sur place. Plus tard, Ambrose Chapel, un agent de la CIA, apprend à Mulder et Scully que les victimes sont des clones créés par les Soviétiques et qu'ils sont éliminés par un tueur à la solde du gouvernement. Mulder, Scully et Chapel retrouvent la trace d'un cinquième docteur, qui prend la fuite à la vue de Chapel. Ce dernier, qui est en réalité le mystérieux tueur, rattrape le docteur et le tue.
Mulder reçoit un appel de ses parents lui demandant de venir chez eux. Pendant ce temps, Scully, se rend à une adresse trouvée chez la cinquième victime et découvre que c'est un laboratoire que Chapel est en train de détruire. De son côté, Mulder apprend avec stupeur que sa sœur Samantha, enlevée depuis plus de vingt ans, a brusquement réapparu. Samantha affirme qu'elle était amnésique et qu'elle a récemment retrouvé la mémoire. Elle apprend également à Mulder que le tueur qu'il recherche est un chasseur de primes extraterrestre métamorphe qui se lancera à sa poursuite lorsqu'il aura éliminé tous les clones. Retournant au laboratoire, Scully y rencontre les quatre derniers clones des docteurs. Elle cherche à les mettre en lieu sûr mais le chasseur de primes extraterrestre les prend en filature et les tue. Mulder retrouve Scully mais celle-ci reçoit au même moment un appel téléphonique, également de Mulder.

### Deuxième partie
Scully est assommée et enlevé par le faux Mulder, qui se révèle être le chasseur de primes extraterrestre. Ce dernier oblige ensuite Scully à téléphoner à Mulder pour lui proposer de l'échanger contre Samantha. Celle-ci, qui avait anticipé ce mouvement, révèle à Mulder que la seule façon de tuer le chasseur de primes est de percer la base de sa nuque et que le sang extraterrestre est toxique pour les humains. Elle affirme par ailleurs que l'objectif des clones était d'établir une colonie extraterrestre sur Terre mais que leurs supérieurs ont jugé que leurs expériences entachaient la pureté de la race extraterrestre et ont donc décidé de les éliminer. L'échange entre Scully et Samantha a lieu sur un pont, un tireur d'élite embusqué étant chargé de tuer le chasseur de primes. Mais l’extraterrestre et Samantha tombent dans la rivière et ne refont pas surface. Le corps de Samantha est retrouvé le lendemain et se dissout peu après sous la forme d'un liquide vert.
Le père de Mulder donne à celui-ci l'adresse d'une clinique où Samantha prétendait qu'il pourrait la retrouver s'ils étaient séparés. Mulder s'y rend et rencontre plusieurs clones de Samantha qui mènent des expériences similaires à celles des docteurs assassinés. Les clones prétendent savoir où se trouve la Samantha originelle mais le chasseur de primes arrive sur ces entrefaites, assomme Mulder et met le feu à la clinique. Monsieur X apprend ensuite à Mulder que le vaisseau du chasseur de primes s'est écrasé en mer de Beaufort. Mulder part donc pour l'Arctique sans dévoiler sa destination à Scully. Après une violente altercation avec Skinner, Monsieur X révèle néanmoins à celui-ci où Mulder est allé. Pendant ce temps, Mulder pénètre à bord d'un sous-marin nucléaire envoyé à la recherche de l'OVNI et rencontre le seul survivant de l'équipage. Mulder devine que celui-ci est en fait le chasseur de primes et se bat contre lui mais est exposé à son sang toxique. Après avoir révélé à Mulder que Samantha est toujours en vie, le chasseur de primes l'abandonne sur la banquise et disparaît avec le sous-marin. Lorsque Mulder est retrouvé, Scully, qui avait entretemps appris que le virus toxique extraterrestre ne résiste pas aux basses températures, réussit à lui sauver la vie.

## Distribution
- David Duchovny : Fox Mulder
- Gillian Anderson : Dana Scully
- Mitch Pileggi : Walter Skinner
- Peter Donat : Bill Mulder
- Brian Thompson : le chasseur de primes extraterrestre
- Megan Leitch : Samantha
- Dana Gladstone : les docteurs clonés (première partie seulement)
- Tom Butler : Ambrose Chapel (première partie seulement)
- Rebecca Toolan : Teena Mulder (première partie seulement)
- Steven Williams : Monsieur X (deuxième partie seulement)
- Colin Cunningham : le lieutenant Terry Wilmer (deuxième partie seulement)

## Production

### Préproduction
L'idée de cet épisode est venue à Chris Carter à la suite d'une suggestion de David Duchovny proposant que son personnage doive affronter un chasseur de primes extraterrestre. Carter et Duchovny collaborent pour tracer les grandes lignes de l'histoire. La deuxième partie de l'épisode est écrite par Frank Spotnitz, avec l'aide de Carter. Spotnitz, qui est à l'origine de l'idée d'intégrer à l'histoire Samantha, la sœur disparue de Mulder, signe à cette occasion son premier scénario pour la série. Carter décide néanmoins que cette Samantha soit seulement un clone car il estime que faire apparaître la véritable Samantha apporterait trop de réponses trop tôt. Carter décrit ce double épisode comme crucial pour la mythologie de la série car il développe la quête romantique de Mulder pour la vérité et amène Scully à croire en la conspiration.
La production offre le rôle de Bill Mulder à Darren McGavin mais celui-ci n'est pas disponible, et c'est donc finalement Peter Donat qui l'obtient. Brian Thompson est quant à lui choisi pour le rôle du chasseur de primes extraterrestre en raison de son visage très reconnaissable.

### Tournage
Certaines scènes à l'intérieur du brise-glace et du sous-marin sont tournées à bord du HMCS Mackenzie, un destroyer de la Marine royale canadienne qui sera à nouveau utilisé pour l'épisode Le Vaisseau fantôme. 140 tonnes de neige et de glace sont amenées en studio pour le tournage de la scène du sous-marin émergeant de la banquise, et le plateau doit être réfrigéré pendant cinq jours. Rob Bowman n'étant pas satisfait de la première prise de la scène du combat entre Skinner et Monsieur X, les deux acteurs décident de se donner à fond et font s'effondrer le décor de l'ascenseur dans lequel ils se battent.
L'arme du chasseur de primes est fabriquée avec un mélange d'aluminium et d'acrylique. Un tube à air comprimé dissimulé dans le bras de l'acteur actionne sa lame rétractable. Divers effets sonores élaborés sont testés pour créer le son caractéristique produit par l'arme mais celui-ci est finalement réalisé par le coproducteur Paul Rabwin qui se contente pour cela de souffler dans un micro.

## Accueil

### Audiences
Lors de sa première diffusion aux États-Unis, la première partie de l'épisode réalise un score de 10,3 sur l'échelle de Nielsen, avec 17 % de parts de marché, et est regardée par 15,90 millions de téléspectateurs. La deuxième partie obtient quant à elle un score de 11,2, avec 19 % de parts de marché, et est suivie par 17,50 millions de téléspectateurs.

### Accueil critique
L'épisode recueille des critiques globalement favorables. Zack Handlen, du site The A.V. Club, lui donne la note de A. Sarah Stegall, du site Munchkyn Zone, lui donne la note maximale. Le site Le Monde des Avengers lui donne la note de 4/4.
Le magazine Entertainment Weekly donne respectivement aux deux parties les notes de B+ et A-. John Keegan, du site Critical Myth, donne respectivement aux deux parties les notes de 9/10 et 10/10.
Plus mitigés, Robert Shearman et Lars Pearson donnent respectivement aux deux parties les notes de 3/5 et 2/5 dans leur livre sur la série.